# Richard Büchner (Politiker)

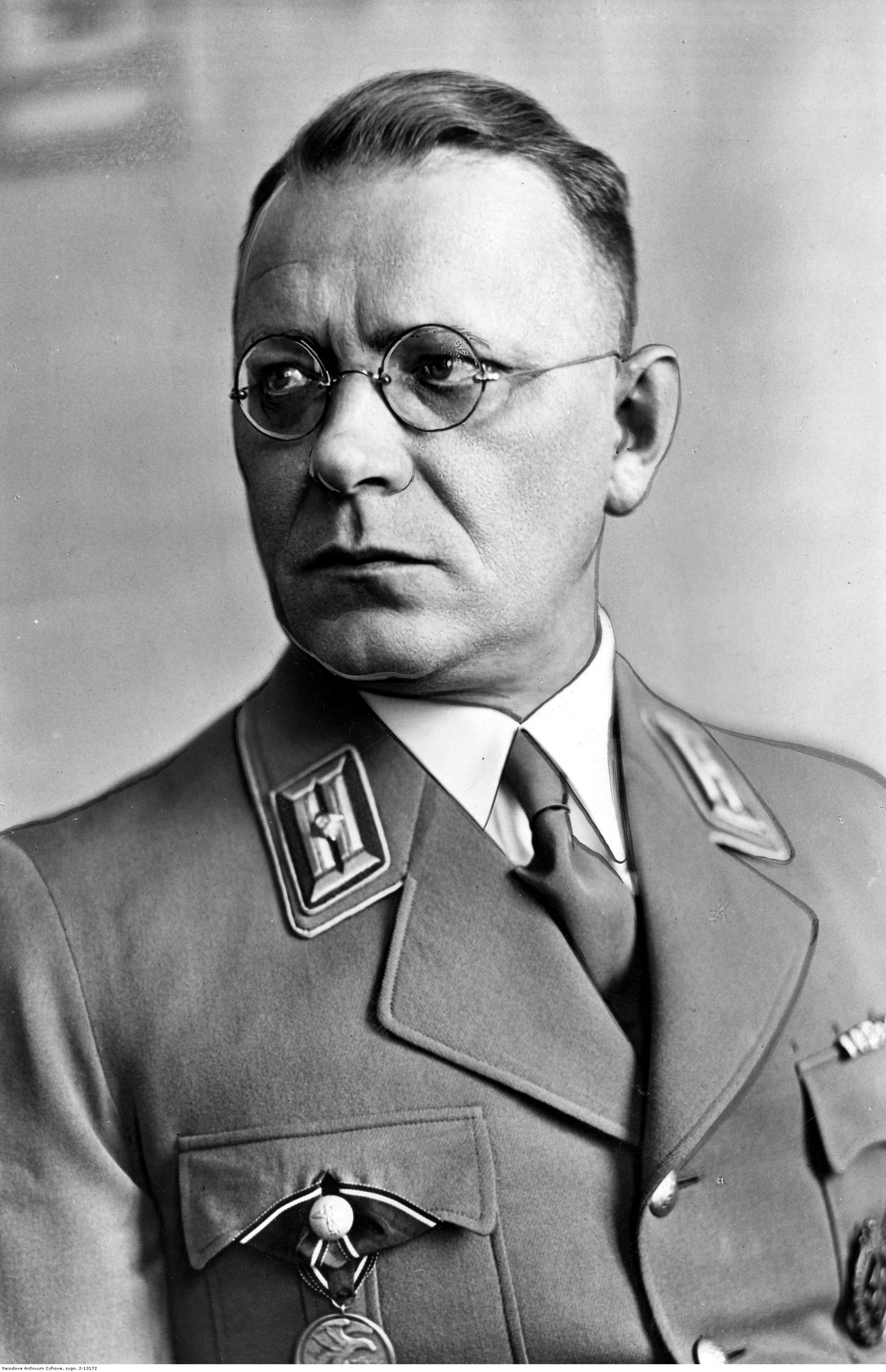
Richard Büchner

Richard Büchner (* 5. April 1897 in München; † 13. Januar 1941 ebenda) war ein deutscher Politiker (NSDAP).

## Leben und Wirken
Nach dem Besuch der Volksschule absolvierte Büchner eine kaufmännische Lehre. Ergänzend dazu besuchte er eine Kaufmannsschule. Von 1916 bis 1918 nahm er mit dem Bayerischen Infanterie-Leib-Regiment am Ersten Weltkrieg teil. Anschließend verblieb er bis 1920 als Kriegsversehrter in einem Lazarett. Bei seiner Entlassung galt er als 50 % kriegsbeschädigt.
Von 1920 bis 1928 verdiente Büchner seinen Lebensunterhalt als Einkäufer und Korrespondent. 
Politisch engagierte Büchner sich seit August 1922 in der NSDAP. Während des zeitweiligen Verbots der Partei in der Zeit von November 1923 bis Frühjahr 1925 gehörte er der Großdeutschen Volksgemeinschaft an. Zum 2. April 1925 trat er der neu gegründeten NSDAP erneut bei (Mitgliedsnummer 444). Am 21. August 1927 wurde Büchner Adjutant des Gausturmes Bayern-Süd. Am 1. Mai 1928 folgte die Berufung zum stellvertretenden Führer des Gausturmes Bayern-Süd, bevor er am 1. Januar 1929 schließlich zum Reichszeugmeister der NSDAP benannt wurde. Zur selben Zeit wurde er in die Reichsleitung der Partei aufgenommen. In dieser wurde er am 31. August 1931 zum Abteilungsleiter, am 4. August 1932 zum Hauptabteilungsleiter, am 1. Dezember 1933 zum Amtsleiter und am 1. September 1934 zum Hauptamtsleiter befördert.
Von März 1936 bis zu seinem Tod im Jahr 1941 saß Büchner als Abgeordneter für den Wahlkreis 9 (Hessen-Nassau) im nationalsozialistischen Reichstag. Sein Mandat wurde anschließend bis zum Kriegsende von Albert Miller weitergeführt.